# ولادیمیر بکمن
ولادیمیر بکمن (استونیایی: Vladimir Beekman; ۲۳ اوت ۱۹۲۹ – ۳ اکتبر ۲۰۰۹) شاعر، نویسنده و مترجم اهل استونی بود.
وی پس از پایان تحصیلات مقدماتی، به دانشگاه صنعتی تالین رفت و در سال ۱۹۵۳ در رشته شیمی فارغ‌التحصیل شد. وی از سال ۱۹۵۳ تا ۱۹۵۶ رئیس بخش داستان‌نویسی در انتشارات ملی نشر استونی بود و پس از آن تصمیم گرفت که به یک نویسنده مستقل تبدیل شود.
بکمن به‌عنوان عضو هیئت رئیسه شورای عالی استونی و نمایندگی استونی در شورای عالی اتحاد شوروی درگیر سیاست شد.
وی همچنین برندهٔ جوایزی همچون نشان پرچم سرخ کار شده‌است.